# Markus Schmitt (Politiker)
Markus Schmitt (* 6. Juli 1966 in St. Ingbert) ist ein deutscher Politiker (Bündnis 90/Die Grünen).

## Leben
Nach Abitur und Ausbildung zum EDV-Kaufmann gründete Schmitt eine Agentur für Projektmanagement und später einen Fahrrad-Groß- und Einzelhandel. Er ist Inhaber der Kaufhaus Schmitt GmbH. 
Seit 1990 ist Schmitt Mitglied bei Bündnis 90/Die Grünen und seit 2005 im Vorstand des Ortsvereins St. Ingbert. Von 2004 bis 2005 war er Fraktionsvorsitzender der Grünen im Stadtrat St. Ingbert. Er war von 2004 bis 2009 Mitglied im Kreistag Saarpfalz und dort zeitweise Fraktionsvorsitzender der Grünen und stellvertretender Landrat. In der 14. Wahlperiode (2009 bis 2012) war er Mitglied des Saarländischen Landtags und somit Mitglied der Regierungsfraktionen. 2021 wurde er in den Landesvorstand von Bündnis 90/Die Grünen gewählt.
Aus seiner Firma Total Normal Bikes GmbH zog er sich zurück, um sich seiner Aufgabe als Bürgermeister der Mittelstadt St. Ingbert widmen zu können. Dieses Amt hatte er ab September 2019 bis zu seinem Rücktritt Ende 2020 inne, seither ist er Zweiter Beigeordneter. Zusätzlich ist er seit 1. Januar 2019 ehrenamtlicher Richter am Landgericht Saarbrücken.  